# 狂乱の炎
『狂乱の炎』（きょうらんのほのお、原題 : Slade in Flame）は、イギリスのロックバンド、スレイドの5作目のオリジナル・アルバムで、バンドが出演した同名映画『スレイド・イン・フレイム』のサウンドトラック盤。1974年11月29日に発売され、全英アルバムチャートで最高位6位を獲得。
アメリカでも発売されたが、収録曲から「ソマー・ソング (ウィッシング・ユー・ワー・ヒア)」と「ヘブン・ノウズ」が外され、その代替としてイギリスでアルバム未収録となっていたシングル曲「バンギング・マン」と「サンクス・フォー・ザ・メモリー」が収録された。2015年にサルーボ・レコードからデジタル・リマスターが施された映画を収録したDVDが付属した「CD+DVD」の形態で再発売された。
本作の収録曲「ソー・ファー・ソー・グッド」は、1975年にマイケル・ブルースによってカバーされた。1989年のファンクラブのインタビューで、ドン・パウエルは、バンドの最も優れた取り組みの1つとして「スタンディン・オン・ザ・コーナー」を挙げ、「初めてブラスを取り入れた楽曲で、素晴らしいスウィングになった。」と語っている。

## 背景
1974年の時点でシングルやアルバムのチャートで上位に入るなどの成功を収めていたが、バンド内ではマンネリが生じていた。その中でマネージャーであるチャス・チャンドラーは、バンドが出演する映画を制作することを提案。映画は1960年代を舞台に「フレイム」という架空のバンドの興亡を描いた物語で、アンドリュー・バーキンとデイブ・ハンフリーズによって書かれた脚本は、スレイドをはじめとしたバンドが体験した音楽業界での出来事をモチーフとしていた。
ホルダーとリーは映画のサウンドトラックのための楽曲を書き始めた。5回目の全米ツアー終了後、1ヶ月をかけて本作のレコーディング・セッションを行い、レコーディング・セッションではこれまでの方向性から脱却するかたちで、様々なアイデアがサウンド面に取り入れられた。1974年10月に先行シングル『ファー・アウェイ』が発売され、全英シングルチャートで最高位2位を獲得。11月29日に本作が発売され、評論家から好評を得たものの、全英アルバムチャートでは最高位6位となり、首位獲得を逃した。
1975年1月に映画『スレイド・イン・フレイム』が公開されるも、公開当時のファンからは芳しい評価を得られなかった。同年2月に本作からのリカット・シングル『ハウ・ダズ・イット・フィール』が発売され、全英シングルチャートでは最高位15位を獲得。

## リリース
当初は1974年11月22日に発売予定となっていたが、ポリドール・レコードの不備により予約数に十分な枚数を用意できなかった。全英アルバムチャートでは最高位6位を獲得し、前作まで続いていた首位獲得を逃した。1975年2月時点でアルバムの販売枚数は20万枚を突破し、英国レコード産業協会からはゴールド認定を受けた。
2006年にサルーボ・レコードよりリマスター盤が発売された。日本で発売されたリマスター盤には、ボーナス・トラックとしてアルバムに未収録となっていたシングル曲「サンクス・フォー・ザ・メモリー」、「レイニング・イン・マイ・シャンパン」の2曲が追加収録された。
2015年8月11日にサルーボ・レコードより「CD+DVD」の形態で再発売され、DVDにはデジタル・リマスターが施された映画『スレイド・イン・フレイム』が収録された。。

## 収録曲
| 全作詞・作曲: ノディ・ホルダー、ジム・リー。 |                                                                                          |                                             |                                             |      |
| #                                            | タイトル                                                                                 | 作詞                                        | 作曲・編曲                                  | 時間 |
| 1.                                           | 「ハウ・ダズ・イット・フィール」(How Does It Feel)                                       | ノディ・ホルダー 、 ジム・リー （ 英語版 ） | ノディ・ホルダー 、 ジム・リー （ 英語版 ） | 5:54 |
| 2.                                           | 「ゼム・カインダ・モンキーズ・キャント・スイング」(Them Kinda Monkeys Can't Swing)       | ノディ・ホルダー 、 ジム・リー （ 英語版 ） | ノディ・ホルダー 、 ジム・リー （ 英語版 ） | 3:27 |
| 3.                                           | 「ソー・ファー・ソー・グッド」(So Far So Good)                                           | ノディ・ホルダー 、 ジム・リー （ 英語版 ） | ノディ・ホルダー 、 ジム・リー （ 英語版 ） | 3:02 |
| 4.                                           | 「ソマー・ソング (ウィッシング・ユー・ワー・ヒア)」(Summer Song (Wishing You Were Here)) | ノディ・ホルダー 、 ジム・リー （ 英語版 ） | ノディ・ホルダー 、 ジム・リー （ 英語版 ） | 3:36 |
| 5.                                           | 「昨日は昨日」(O.K. Yesterday Was Yesterday)                                             | ノディ・ホルダー 、 ジム・リー （ 英語版 ） | ノディ・ホルダー 、 ジム・リー （ 英語版 ） | 3:58 |

| #         | タイトル                                                     | 作詞  | 作曲・編曲 | 時間 |
| --------- | ------------------------------------------------------------ | ----- | ---------- | ---- |
| 6.        | 「ファー・アウェイ」(Far Far Away)                           |       |            | 3:37 |
| 7.        | 「ジス・ガール」(This Girl)                                  |       |            | 3:32 |
| 8.        | 「レイ・イット・ダウン」(Lay It Down)                        |       |            | 4:08 |
| 9.        | 「ヘブン・ノウズ」(Heaven Knows)                             |       |            | 3:55 |
| 10.       | 「スタンディン・オン・ザ・コーナー」(Standin' On The Corner) |       |            | 4:54 |
| 合計時間: | 合計時間:                                                    | 40:03 |            |      |

| #         | タイトル                                                        | 作詞  | 作曲・編曲 | 時間 |
| --------- | --------------------------------------------------------------- | ----- | ---------- | ---- |
| 11.       | 「サンクス・フォー・ザ・メモリー」(Thanks For The Memory)       |       |            | 4:34 |
| 12.       | 「レイニング・イン・マイ・シャンパン」(Raining In My Champagne) |       |            | 4:07 |
| 合計時間: | 合計時間:                                                       | 48:44 |            |      |

### アメリカ盤
| 全作詞・作曲: ノディ・ホルダー、ジム・リー。 |                                                                                    |                                             |                                             |      |
| #                                            | タイトル                                                                           | 作詞                                        | 作曲・編曲                                  | 時間 |
| 1.                                           | 「ハウ・ダズ・イット・フィール」(How Does It Feel)                                 | ノディ・ホルダー 、 ジム・リー （ 英語版 ） | ノディ・ホルダー 、 ジム・リー （ 英語版 ） | 5:54 |
| 2.                                           | 「ゼム・カインダ・モンキーズ・キャント・スイング」(Them Kinda Monkeys Can't Swing) | ノディ・ホルダー 、 ジム・リー （ 英語版 ） | ノディ・ホルダー 、 ジム・リー （ 英語版 ） | 3:27 |
| 3.                                           | 「ソー・ファー・ソー・グッド」(So Far So Good)                                     | ノディ・ホルダー 、 ジム・リー （ 英語版 ） | ノディ・ホルダー 、 ジム・リー （ 英語版 ） | 3:02 |
| 4.                                           | 「バンギング・マン」(The Bangin' Man)                                              | ノディ・ホルダー 、 ジム・リー （ 英語版 ） | ノディ・ホルダー 、 ジム・リー （ 英語版 ） | 4:11 |
| 5.                                           | 「昨日は昨日」(O.K. Yesterday Was Yesterday)                                       | ノディ・ホルダー 、 ジム・リー （ 英語版 ） | ノディ・ホルダー 、 ジム・リー （ 英語版 ） | 3:58 |

| #         | タイトル                                                     | 作詞  | 作曲・編曲 | 時間 |
| --------- | ------------------------------------------------------------ | ----- | ---------- | ---- |
| 6.        | 「ファー・アウェイ」(Far Far Away)                           |       |            | 3:37 |
| 7.        | 「ジス・ガール」(This Girl)                                  |       |            | 3:32 |
| 8.        | 「レイ・イット・ダウン」(Lay It Down)                        |       |            | 4:08 |
| 9.        | 「サンクス・フォー・ザ・メモリー」(Thanks For The Memory)    |       |            | 4:33 |
| 10.       | 「スタンディン・オン・ザ・コーナー」(Standin' On The Corner) |       |            | 4:54 |
| 合計時間: | 合計時間:                                                    | 41:16 |            |      |

## クレジット
スレイド
- ノディ・ホルダー - リード・ボーカル、リズムギター
- デイヴ・ヒル - リードギター、バッキング・ボーカル
- ジム・リー - ベース、鍵盤楽器、バッキング・ボーカル
- ドン・パウエル - ドラム

外部ミュージシャン・スタッフ
- チャス・チャンドラー - 音楽プロデューサー
- アラン・オダフィー - レコーディング・エンジニア
- バッド・ビードル - バリトンサックス
- ロン・カーシー、エディー・カンサ - トランペット
- ミック・イヴ、スティーブ・グレゴリー - テナーサックス
- マルコム・グリフィス、クリス・ハマー・スミス - トロンボーン
- クリス・マーサー - バリトンサックス、テナーサックス
- ポール・ウェルチ - アートディレクション
- ウェイドウッド・アソシエイツ - アートデザイン
- スティーヴ・リッジウェイ - ロゴデザイン
- ウェルバック・フォトグラフィ - 映画スチール
- ゲレッド・マンコヴィッツ - 写真（ディスクジャケット & 宣材写真）

## チャート成績
| チャート (1974年)           | 最高位 |
| --------------------------- | ------ |
| オーストラリア (ARIA)       | 31     |
| ドイツ (Offizielle Top 100) | 41     |
| ノルウェー (VG-lista)       | 2      |
| UK アルバムズ (OCC)         | 6      |
| US Billboard 200            | 93     |

## 認定
| 国/地域                                             | 認定    | 認定/売上数 |
| --------------------------------------------------- | ------- | ----------- |
| イギリス (BPI)                                      | 1× Gold | 20,000^     |
| * 認定のみに基づく売上数 ^ 認定のみに基づく出荷枚数 |         |             |